# Jean Chardon
Jean Chardon est un sculpteur français né à Andard en 1819 et mort en 1898.

## Biographie
Jean Chardon est né à Andard (Maine-et-Loire) en 1819. Il devient élève de Simonis et vit à Bruxelles lorsqu'en 1855, il envoie à l'exposition universelle de Paris une statue en plâtre qui est cataloguée par erreur dans la section de la Belgique. Il vient ensuite à Paris où il expose jusqu'en 1868, date à partir de laquelle son nom ne figure plus sur les livrets des Salons. Il dut quitter le métier de sculpteur, car il meurt en 1898 sans être mentionné nulle part pour son activité de sculpteur.

## Œuvres
- Le joueur de palet. Statue en plâtre. Exposition universelle de 1855 (n° 481).

- M. Voisin, receveur général d'Angers. Buste en plâtre. Salon de 1857 (n° 2790).

- Buste d'homme. Plâtre. Salon de 1857 (n° 2791).

- M. le Baron de Cools. Buste en plâtre. Salon de 1864 (n° 2546).

- La Pudeur. Statue en plâtre. Salon de 1864 (n° 2547).

- Eve. Statue en plâtre. Salon de 1867 (n° 2175).

- Portrait de Mlle de... Buste en plâtre. Salon de 1868 (n°3479).

- Un gamin de Paris. Buste en plâtre. Salon de 1868 (n° 3480).